# Síndrome de Liddle
El síndrome de Liddle, también llamado pseudoaldoesteronismo , es una enfermedad con herencia autosómica dominante caracterizada por hipertensión temprana y severa, asociada a bajos niveles de renina y de aldosterona además de alcalosis metabólica e hipopotasemia.
Es una de las múltiples condiciones que usualmente se denominan pseudohiperaldosteronismo. La hipertensión ocurre frecuentemente en la infancia. El síndrome de Liddle involucra una alteración en la funcionalidad normal del riñón, con exceso de reabsorción de sodio y aumento en la pérdida distal de potasio. El tratamiento se basa principalmente en regular la dieta de sodio y el uso de diuréticos como triamtereno o amiloride, la espironolactona no es eficaz en este padecimiento.
| El síndrome de Liddle es una enfermedad hereditaria poco frecuente que se caracteriza principalmente por hipertensión arterial grave que suele desarrollarse a una edad temprana. Las personas afectadas también pueden presentar niveles bajos de potasio en sangre (hipopotasemia) y alcalosis metabólica. El síndrome de Liddle está causado por alteraciones genéticas en los genes SCNN1B o SCNN1G y se hereda de forma autosómica dominante. |

## Causas

El Síndrome de Liddle se transmite con un patrón autosómico dominante

El síndrome ocurre por la desregulación del canal de sodio  epitelial de membrana ENaC, debido a la mutación en el locus 16p13-p12. La mutación cambia un dominio en el canal impidiendo su correcta degradación por el sistema ubiquitina proteasoma. Específicamente la porción PY es borrada o alterada por lo cual las E3 ligasas (Nedd4) no son capaces de reconocer el canal. Por lo tanto, existe un sobrefuncionamiento en la actividad del canal, llevando a un aumento en la reabsorción de sodio (aumentando el volumen extracelular) a costa de un aumento en la excreción de potasio.

## Clínica
Los niños con síndrome de Liddle suelen ser asintomáticos. La primera indicación del síndrome a menudo es el hallazgo incidental de hipertensión durante un examen físico de rutina.
Los adultos pueden presentar síntomas inespecíficos de niveles bajos de potasio en sangre, que pueden incluir debilidad, fatiga, palpitaciones o debilidad muscular ( dificultad para respirar, estreñimiento /distensión abdominal o intolerancia al ejercicio). Además, la hipertensión prolongada podría volverse sintomática.

### Características
- Autosómico dominante
- Disminución del nivel de aldosterona circulante
- Nivel bajo de aldosterona en sangre
- Disminución del nivel de renina circulante
- Alcalosis hipopotasémica
- Alcalosis metabólica

## Tratamiento
Disminuyendo la reabsorción de sodio en el conducto colector, con fármacos como la amilorida y el triamtereno, que son antagonistas específicos del canal ENaC. Tomar en consideración el hecho de que estos fármacos reducen el gradiente de salida de potasio y por lo tanto, aumentan sus concentraciones, llegando a provocar un cuadro de hiperpotasemia; razón por la cual se denominan como diuréticos "ahorradores de potasio".